# دافيد نوفوتني
دافيد نوفوتني (بالتشيكية: David Novotný)‏ هو ممثل تشيكي، ولد في 12 يونيو 1969 في التشيك.

## وصلات خارجية
- دافيد نوفوتني على موقع IMDb (الإنجليزية)
- دافيد نوفوتني على موقع ميوزك برينز (الإنجليزية)
- دافيد نوفوتني على موقع أول موفي (الإنجليزية)
- دافيد نوفوتني على موقع قاعدة بيانات الفيلم (الإنجليزية)
- دافيد نوفوتني على موقع كينوبويسك (الروسية)